# Li Bingbing
Pour les articles homonymes, voir Li.
Dans ce nom chinois, le nom de famille, Li, précède le nom personnel.
Li Bingbing (chinois traditionnel : 李冰冰) est une actrice et chanteuse chinoise, née le 27 février 1973 à Harbin (province de Heilongjiang). Fondatrice d'une association militant pour un mode de vie écologiquement responsable, elle s'est engagée dans une grande campagne pour la forêt. 
Elle a remporté le prix des Cent Fleurs et le prix Huabiao (deux des plus prestigieuses distinctions de Chine) de la meilleure actrice pour sa prestation dans le film Yun shui yao.

## Filmographie

### Cinéma
- 1999 : Seventeen Years (Guò nián huí jiā) : Chen Jie
- 2003 : La Triade du papillon (Zi hudie) : Tang Yiling
- 2003 : Cat and Mouse (Lou she oi sheung mao) : Yue Hua
- 2003 : Baak nin hiu gap : Li Mo Shau
- 2004 : A World Without Thieves (Tiānxià Wú Zéi) : Xiao Ye
- 2004 : Waiting Alone (Dúzì Děngdài) : Liu Rong
- 2004 : Fei Ying : Jane
- 2005 : Wait 'Til You're Older : la mère de Kwong
- 2005 : Dragon Squad (Mang lung) : Yu Ching
- 2006 : The Knot (Yún shǔi yáo) : Wang Jindi
- 2008 : Le Royaume interdit : Ni Chang
- 2008 : Ligner (Hu die fei) : Foo Yan Kai
- 2009 : The Message (Feng Sheng) : Li Ning Yu
- 2010 : Détective Dee : Le Mystère de la flamme fantôme (Di Renjie) : Shangguan Jing'er
- 2010 : Yong xin tiao
- 2010 : Shooters (Cheung wong chi wong)
- 2011 : Snow Flower and the secret fan de Wayne Wang : Nina / Lily
- 2011 : 1911 (Xin hai ge ming) : Xu Zonghan
- 2012 : Resident Evil : Retribution 3D : Ada Wong
- 2012 : I Do (Wo Yuan Yi) : Tang Weiwei
- 2014 : Transformers : L'Âge de l'extinction : Su Yueming
- 2014 : Zone of The Enders 3D de Shinji Aramaki
- 2015 : Zhong Kui fu mo: Xue yao mo ling : Snow Girl / Little Snow
- 2016 : The Nest
- 2016 : 400 Boys : Bicci
- 2018 : Guardians of the Tomb de Kimble Rendall : Jia
- 2018 : En eaux troubles (The Meg) de Jon Turteltaub : Suyin Zhang

### Télévision

#### Séries télévisées
- 2001 : Young Justice Bao (Shao nian zhang san feng) : Qin Si Rong (40 épisodes)
- 2006 : Eight Heroes : Feng Lai Yi

Cette liste est non exhaustive.

## Distinctions

### Coq d'or
- 2005 : nomination au Coq d'or de la meilleure actrice pour Waiting Alone (Dúzì Děngdài)
- 2007 : nomination au Coq d'or de la meilleure actrice pour The Knot (Yún shǔi yáo)

### Prix des Cent Fleurs
- 2008 : nomination au Prix des Cent Fleurs de la meilleure actrice pour The Knot (Yún shǔi yáo)
- 2012 : Prix des Cent Fleurs de la meilleure actrice pour 1911

### Huabiao Film Award
- 2007 : Huabiao Film Award de la meilleure actrice pour The Knot (Yún shǔi yáo)

### Autres prix
- 2007 : Meilleure actrice au Golden Horse Film Festival and Awards pour The Knot (Yún shǔi yáo)

## Voix francophones
| En France - Geneviève Doang dans : - Resident Evil: Retribution - Transformers : L'Âge de l'extinction - Marie Giraudon dans Le Royaume interdit - Isabelle Volpe dans Détective Dee : Le Mystère de la flamme fantôme - Yumi Fujimori dans Guardians of the Tomb - Anne Dolan dans En eaux troubles | Au Québec - Catherine Bonneau dans Le Royaume interdit - Ariane-Li Simard-Côté dans Resident Evil : Le Châtiment - Eloisa Cervantes dans Transformers : L'Ère de l'extinction |